# Tijana Malešević
Tijana Malešević (en cirílico 18 de marzo de 1991) es una jugadora profesional de voleibol serbia, que juega para Il Bisonte Firenze, y fue miembro del equipo nacional de voleibol femenino de Serbia que ganó la medalla de oro en el Campeonato Europeo de Voleibol Femenino de 2011 en Serbia e Italia y el Campeonato Europeo de Voleibol Femenino de 2017 en Azerbaiyán y Georgia, y medalla de oro en el Campeonato Mundial de Voleibol Femenino de 2018 celebrado en Japón. 
Firmó con el club turco Sarıyer Belediyespor para la temporada 2014-15. El 18 de diciembre de 2018, Tijana firmó con la potencia serbia OK Crvena zvezda . El 25 de enero de 2019, Tijana firmó un contrato para la segunda parte de la temporada 2018-19 con el miembro de la Serie A1, Il Bisonte Firenze . Es la hermana del jugador de baloncesto serbio Nikola Malešević. 

## Premios

### Clubes
- Serie A de la Superliga Brasilera de Voleibol Femenino - Subcampeón, con Osasco Voleibol Clube
- 2017/18 CEV Champions League - Subcampeón, con CSM Volei Alba Blaj